# Panzanella
Panzanella ou Panmolle é um preparado italiano original das regiões de Toscana, Úmbria, Marcas e Lácio. O prato consiste numa salada com pão amanhecido de alguns dias e é bastante popular nos meses de verão. O preparado inclui o pão fatiado, tomates frescos, temperado com manjericão, azeite, vinagre, sal e pimenta do reino. O pão usado de costume é do tipo Toscano, preparado sem sal e assado em forno a lenha.
Muitas vezes a Panzanella serve como base para aproveitamento de ‘sobras’, angariando assim uma grande variedade de outros ingredientes. Portanto não é raro encontrar receitas indicando o uso de hortaliças, peixes e frutos do mar para sua elaboração.